# البینا، سورینام
البینا، سورینام (به لاتین: Albina, Suriname) یک منطقهٔ مسکونی در سورینام است که در Marowijne District واقع شده‌است.

## خصوصیات
البینا ۳۹۷ کیلومترمربع مساحت و ۴٬۶۴۹ نفر جمعیت دارد و ۵ متر بالاتر از سطح دریا واقع شده‌است.